# Sesamia fraterna
Sesamia fraterna là một loài bướm đêm trong họ Noctuidae.